# Johan Skjoldborg
Johan Skjoldborg (27 de abril de 1861 – 22 de febrero de 1936) fue un novelista y dramaturgo danés. Algunos de sus trabajos más célebres son la novela Stridsmand de 1896, la obra teatral Slægten (1925), y los dos volúmenes de Min Mindebog (1934/1935).